# 鈴木香
鈴木 香（すずき かおり、1969年11月22日 -）は東京都・江東区出身の日本の柔道家。現役時代は72kg超級の選手。身長165cm。体重95kg。得意技は寝技。妹の美佐子も72kg超級の強化選手だった。

## 人物
江東区で生まれたが、幼稚園の時に千葉の松戸へ移った。松戸馬橋高校に入学した時点でかなり太っていたこともあって痩せるために柔道を始めてみたが、監督である菊川慶一の指導の下で1年もしないうちに全国高校選手権60kg超級で優勝するまでになった。2年の時には強化選手選考会72kg超級で優勝すると、福岡国際でも3位となった。3年の時には金鷲旗の女子個人戦で優勝を飾った。1988年に筑波大学に進学すると、正力杯で2連覇を達成した。3年の時には体重別決勝で大学の1年先輩である坂上洋子を判定で破って優勝した。北京アジア大会では決勝で地元中国の張穎に効果で敗れた。4年の時には体重別決勝で愛知女子高校教諭の松本宣子を腕挫脇固で破って2連覇を飾った。世界選手権では初戦で旧ソ連のスベトラーナ・グンダレンコに合技で敗れた。1992年には大学を卒業してコマツ所属となった。体重別決勝では山形県教育委員会の坂上に効果で敗れて、バルセロナオリンピック代表には選出されなかった。1993年の全日本選手権では決勝で柳川高校2年の阿武教子に判定で敗れて2位にとどまった。世界選手権は阿武が2階級に出場する予定だったが、72kg超級で肩のケガをしたために代役で無差別に出場したものの、3回戦で張穎に有効で敗れると、敗者復活戦でもロシアのグンダレンコに横四方固で敗れた。1994年の全日本選手権と体重別の決勝でもそれぞれ阿武に判定で敗れた。広島アジア大会では3位に終わった。1995年の全国体重別選手権では優勝を飾った。その後引退すると、コマツのコーチを経て2001年からは愛知産業大学の女子柔道部監督を務めることになった。

## 主な戦績
(階級表記のない大会は全て72kg超級での成績)
- 1986年 - 全国高校選手権 優勝(60kg超級)
- 1986年 - 体重別 3位
- 1986年 - 強化選手選考会 優勝
- 1986年 - 福岡国際 3位
- 1987年 - 金鷲旗 無差別 優勝
- 1987年 - 体重別 3位
- 1987年 - 強化選手選考会 2位
- 1988年 - 体重別 3位
- 1988年 - 正力杯 2位(61kg超級)
- 1989年 - 体重別 2位
- 1989年 - 正力杯 優勝(61kg超級)
- 1990年 - 全日本選手権 3位
- 1990年 - 体重別 優勝
- 1990年 - アジア大会 2位
- 1990年 - 正力杯　優勝(61kg超級)
- 1990年 - 福岡国際 5位
- 1991年 - 全日本選手権 3位
- 1991年 - 体重別 優勝
- 1991年 - 正力杯 2位(66kg超級)
- 1992年 - 全日本選手権 3位
- 1992年 - 体重別 2位
- 1992年 - アメリカ国際 72kg超級 3位 無差別 優勝
- 1992年 - 強化選手選考会 3位
- 1992年 - 福岡国際 3位
- 1993年 - フランス国際 5位
- 1993年 - 全日本選手権 2位
- 1993年 - 体重別 3位
- 1993年 - 東アジア大会　無差別　2位
- 1993年 - アジア選手権　無差別　2位
- 1993年 - 福岡国際 72kg超級 2位 無差別 2位
- 1994年 - 全日本選手権 2位
- 1994年 - 体重別 2位
- 1994年 - アジア大会 3位
- 1994年 - 強化選手選考会 2位
- 1995年 - ハンガリー国際 優勝
- 1995年 - 全国体重別選手権 優勝